# チキンラン
『チキンラン』（Chicken Run）は、2000年にアードマン・アニメーションズのニック・パークがドリームワークスの元で制作したストップモーション・アニメーション映画。
邦題は当初「チキン・チキン・ラン・ラン」だった。

## ストーリー
イギリス、ヨークシャー州にあるトゥイーディー養鶏場。鶏たちは強欲な養鶏場の女主人トゥイーディー夫人の支配下で、囚人のような生活を強いられていた。雌鳥ジンジャーと皆は自由を目指して何度も脱走を試みる。 
映画「大脱走」をモチーフにしており、要所要所に有名なシーンが盛り込まれている。

## 声の出演
- ジンジャー：ジュリア・サワラ（日本語吹替：優香）
- ロッキー：メル・ギブソン（日本語吹替：岸谷五朗、予告編時：青山穣）
- バブス：ジェーン・ホロックス（日本語吹替：さとうあい）
- バンティ：イメルダ・スタウントン（日本語吹替：小宮和枝）
- ファウラー：ベンジャミン・ホイットロー（日本語吹替：小倉久寛）
- マック：リン・ファーガソン（日本語吹替：加藤貴子）
- ニック：ティモシー・スポール（日本語吹替：青森伸）
- フェッチャー：フィル・ダニエルズ（日本語吹替：桜井敏治）
- トゥイーディ夫人：ミランダ・リチャードソン（日本語吹替：有馬瑞香）
- トゥイーディさん：トニー・ヘイガース（日本語吹替：吉田照美）

## 評価
レビュー・アグリゲーターのRotten Tomatoesでは174件のレビューで支持率は97%、平均点は8.10/10となった。Metacriticでは34件のレビューを基に加重平均値が88/100となった。

## 続編
2023年12月、Netflixで続編となる映画『チキンラン: ナゲット大作戦（英語）』が公開された。